# 小舟のほとりで
「小舟のほとりで」（こぶねのほとりで、原題: Down at the Dinghy）は、J・D・サリンジャーの短編小説。『ハーパーズ』1949年4月号に掲載された。短編集『ナイン・ストーリーズ』（1953年）の5番目に収められている。
反ユダヤ主義を主題とした、同短編集の中でも最も短い作品。グラース家の長女、ブーブーがタンネンバウム夫人として登場する。

## あらすじ
メイドのサンドラは近所に住むスネル夫人と心配事があると会話している。そこに女主人のブーブー・タンネンバウムが現れ、「家出」したという4歳の息子ライオネルの居場所を聞く。
ライオネルは父親の小舟に座っている。やってきたブーブーは家出の理由を聞くが、ライオネルは答えず舟にあったゴーグルを湖に投げ捨てる。ブーブーはプレゼントのキーチェーンをライオネルに見せ、これも捨ててしまったほうがいいかと言う。そしてキーチェーンをライオネルに投げるが、ライオネルはそれも湖に投げ捨ててしまい、泣き出す。そして、サンドラがスネル夫人に、父親のことを「薄汚いユダ公（カイク、kike）」と言ったのを聞いたことが家出の理由だと告げる。ブーブーはライオネルを慰めるが、「カイク」の意味を尋ねると、ライオネルは「空に上がる凧（カイト、kite）」だと答える。泣き止んだ息子と母は二人で家まで走って競争する。

## 主な日本語訳
- 小舟のほとりで（『ナイン・ストーリーズ』野崎孝訳、 新潮文庫）
- 小舟のところで（『九つの物語』中川敏訳、 集英社文庫）
- ディンギーで（『ナイン・ストーリーズ』柴田元幸訳、ヴィレッジブックス）